# Кузаева, Дамира Назмизановна
Дамира Назмизяновна Кузаева (16 мая 1948, Тюндюк — 20 декабря 1993, Альметьевск) — народная артистка Татарской АССР (1984), лауреат Республиканской премии имени Габдуллы Тукая (1979).

## Биография
Дамира Кузаева родилась 16 мая 1948 года в деревне Тюндюк Бардымского района Пермского края. С детских лет полюбила сцену, со школьных лет выступала на концертах. Среднюю школу окончила в родной деревне в 1964 году.
Актёрскую деятельность начала в студии при Альметьевском театре, которую организовал главный режиссер Г. Юсупов для молодых, не имеющих специального образования актёров.
В 1970 году окончила Казанское театральное училище (курс М. X. Салимжанова).
После окончания училища, вернувшись в Альметьевский театр, Кузаева вся ушла в работу. Молодая, талантливая актриса начала быстро расти, и сразу стала примой театра.
17 сентября 1976 года Дамире Кузаевой было присвоено звание заслуженной артистки Татарской АССР. 25 апреля 1979 года за исполнение роли Мадины в спектакле «Если нет луны, то есть звёзды» Кузаева была удостоена звания лауреата Республиканской премии имени Габдуллы Тукая.
В 1976 году за активное участие в III Республиканском смотре работы театров с творческой молодёжью Министерство культуры Татарской АССР награждает Кузаеву Почётной грамотой. В 1984 году за большой личный вклад в развитии театрального искусства Дамира Кузаева получает звание Народной артистки Татарской АССР.
В дальнейшем из-за жизненных обстоятельств была вынуждена уйти из театра. Хотела работать в Тинчуринском театре в Казани, поехать в Москву на высшие режиссёрские курсы. Работала в школе, на телевидении. На рассвете творческих сил в декабре 1993 года смерть унесла жизнь артистки. Похоронена на кладбище родного села Тюндюк.

## Звания и награды
- Заслуженная артистка Татарской АССР (1976)
- Народная артистка Татарской АССР (1984)
- Республиканская премия имени Габдуллы Тукая (1979)

## Память
В честь неё каждый год в сельском Доме культуры проводится конкурс театрального искусства, где юные таланты показывают своё мастерство.
В августе 2016 года по решению художественного совета Альметьевского театра с целью выявления лучших творческих работ в спектаклях театра, признания и поощрения талантливых театральных исполнителей, повышения профессионального мастерства и престижа актерской профессии учреждена Премия имени Дамиры Кузаевой.